# Mona Marshall
Mona Marshall (Los Angeles (Californië), 31 augustus 1947) is een Amerikaans stemactrice die veelal wordt gecast om jonge jongens van hun stem te voorzien. Tot de bekendste personages waarvan Marshall de stem inspreekt, kunnen Sheila Broflovski (de moeder van Kyle) en Linda Stotch (de moeder van Butters), beiden uit South Park, gerekend worden.
Ook sprak ze in de pilotaflevering van Inspector Gadget de stem in van Penny, het nichtje van het titelpersonage. Bijrollen had ze onder andere in het computerspel 24: The Game, de animatieseries Captain Planet en Ratjetoe, en in de Disney-films De klokkenluider van de Notre Dame, De prinses en de kikker, Piratenplaneet en Monsters en co.
Naast stemactrice is Marshall zangeres en muzikant.

## Rollen (selectie)
- Adventures in Voice Acting (documentaire) – Zichzelf
- Blue Dragon (computerspel) – Shu
- The Cat Returns (animatiefilm) – Bijrollen
- Chobits (animatieserie) – Minoru Kokubunji
- Digimon: The Movie (animatiefilm) – Izzy Izumi, Terriermon
- Flint the Time Detective (animatieserie) – Getalong
- De Freggels (animatieserie) – Mokey Fraggle, Cotterpin Doozer
- Hand Maid May (animatieserie) – Masato Zin
- Inside Out 2 (animatiefilm) – Mom's Anxiety
- Inspector Gadget (animatieserie, pilotaflevering) – Penny
- Jackie Chan Adventures (animatieserie) – Po Kong, Bai Tsa, Vanessa Barone
- Jem and the Holograms (animatieserie) – D'Nisha Cross
- Love Hina (animatieserie) – Motoko Aoyama
- Monsters University (animatiefilm) – Emmet
- My Little Pony (animatieserie) – Scuttle Bug
- Naruto (animatieserie) – Inari, Haku, Ryugan
- Noein (animatieserie) – Asuka Kaminogi
- Ratchet & Clank (computerspel, meerdere delen) – Helga en bijrollen
- Rozen Maiden (animatieserie) – Jun Sakurada
- South Park (animatieserie) – Sheila Broflovski, Linda Stotch en bijrollen
- Spider-Man (animatieserie) – Betty Brant
- Street Fighter Alpha: The Movie (animatiefilm) – Shun
- Trigun (animatieserie) – Elizabeth, Kite en bijrollen
- Wreck-It Ralph (animatiefilm) – Overige stemmen